# Ichneumon brachiacanthos
Ichneumon brachiacanthos är en stekelart som beskrevs av Cuvier 1833. Ichneumon brachiacanthos ingår i släktet Ichneumon och familjen brokparasitsteklar. Inga underarter finns listade i Catalogue of Life.